# Mouvaux
Mouvaux település Franciaországban, Nord megyében. Lakosainak száma 13 239 fő (2022. január 1.). Mouvaux Bondues, Tourcoing, Wasquehal és Marcq-en-Barœul községekkel határos.

## Népesség
A település népességének változása:
| Lakosok száma | 13 309 | 13 128 | 13 526 | 13 151 | 13 173 | 13 121 | 13 020 | 13 173 | 13 239 |
|               | 2013   | 2015   | 2016   | 2017   | 2018   | 2019   | 2020   | 2021   | 2022   |